# Vanja Popova
Vanja Ivanova Popova (in bulgaro Ваня Иванова Попова?; Goce Delčev, 10 marzo 1969) è un'ex cestista bulgara.

## Carriera
Con la Bulgaria ha partecipato ai Campionati europei del 1989 e ai Campionati mondiali del 1990.